# Râul Uileac
Râul Uileac  este un curs de apă, afluent al râului Crișul Repede.

## Hărți
- Harta județului Bihor